# Raja (Mustvee)
Raja (Duits: Grenzhof; Russisch: Раюша, ‘Rajoesja’ of Раюши, ‘Rajoesji’) is een plaats in de Estlandse gemeente Mustvee, provincie Jõgevamaa. De plaats telt 355 inwoners (2021) en heeft de status van dorp (Estisch: küla). De plaats ligt aan het Peipusmeer; de meeste inwoners zijn Russischtalig.
Tot in oktober 2017 was Raja de hoofdplaats van de gemeente Kasepää. In die maand werd Kasepää bij de gemeente Mustvee gevoegd.
De kustplaatsen Kasepää, Tiheda, Kükita en Raja langs het Peipusmeer worden samen wel Tänavküla (‘Straatdorp’) genoemd. In deze dorpen wonen van oudsher veel oudgelovigen, die zich vooral bezighouden met visvangst, groenteteelt en de bouw van houten en stenen huizen. Raja heeft een oudgelovige kerk, maar het oudgelovige kerkhof van het dorp ligt op het grondgebied van Kükita, trouwens net als het Kulturhus Raja kultuurimaja.

## Geschiedenis
Raja werd voor het eerst genoemd in 1696 onder de naam Rajalt. In 1758 werd de plaats genoemd als Gesinde (nederzetting) Raja unter Terrastfer (Tarakvere). Vanaf 1866 was Raja een Hoflage, een niet-zelfstandig landgoed dat onder Terrastfer viel.
In 1879 werd een woonhuis omgebouwd tot gebedshuis voor de oudgelovigen. In 1905 vond een ingrijpende verbouwing plaats onder leiding van de iconenschilder Gavriil Frolov. Het gebedshuis kreeg het uiterlijk van een kerk, inclusief klokkentoren. De kerk was geheel opgetrokken uit hout. Ook de iconostase werd gemaakt door Frolov en zijn leerlingen, met een prominente rol voor Pimen Sofronov. De verbouwing was voltooid in 1910. De kerk werd een van de belangrijkste centra voor de Estlandse oudgelovigen. Niet alleen de stijl van schilderen van Frolov en zijn leerlingen, maar ook de kerkzang vervulde een voorbeeldfunctie voor oudgeloven overal in Estland. Frolovs begrafenis op 2 oktober 1930 werd bijgewoond door ca. 2500 mensen.
Op 30 augustus 1944 brandde de kerk af door oorlogshandelingen tijdens de Tweede Wereldoorlog. De inwoners van Raja slaagden erin de bibliotheek en de iconen te redden. In 1945 werden de diensten voortgezet in een houten gebouw naast de kerk, dat anno 2020 nog steeds in gebruik is. In 1990 werd de klokkentoren herbouwd.
Tussen 1977 en 1998 maakten Tiheda en Kükita deel uit van Raja, dat in die periode de status van vlek (Estisch: alevik) had. In 1977 had de vlek Raja 1627 inwoners. In 1998, nadat Tiheda en Kükita weer waren afgesplitst, werd Raja opnieuw een dorp.

## Foto's

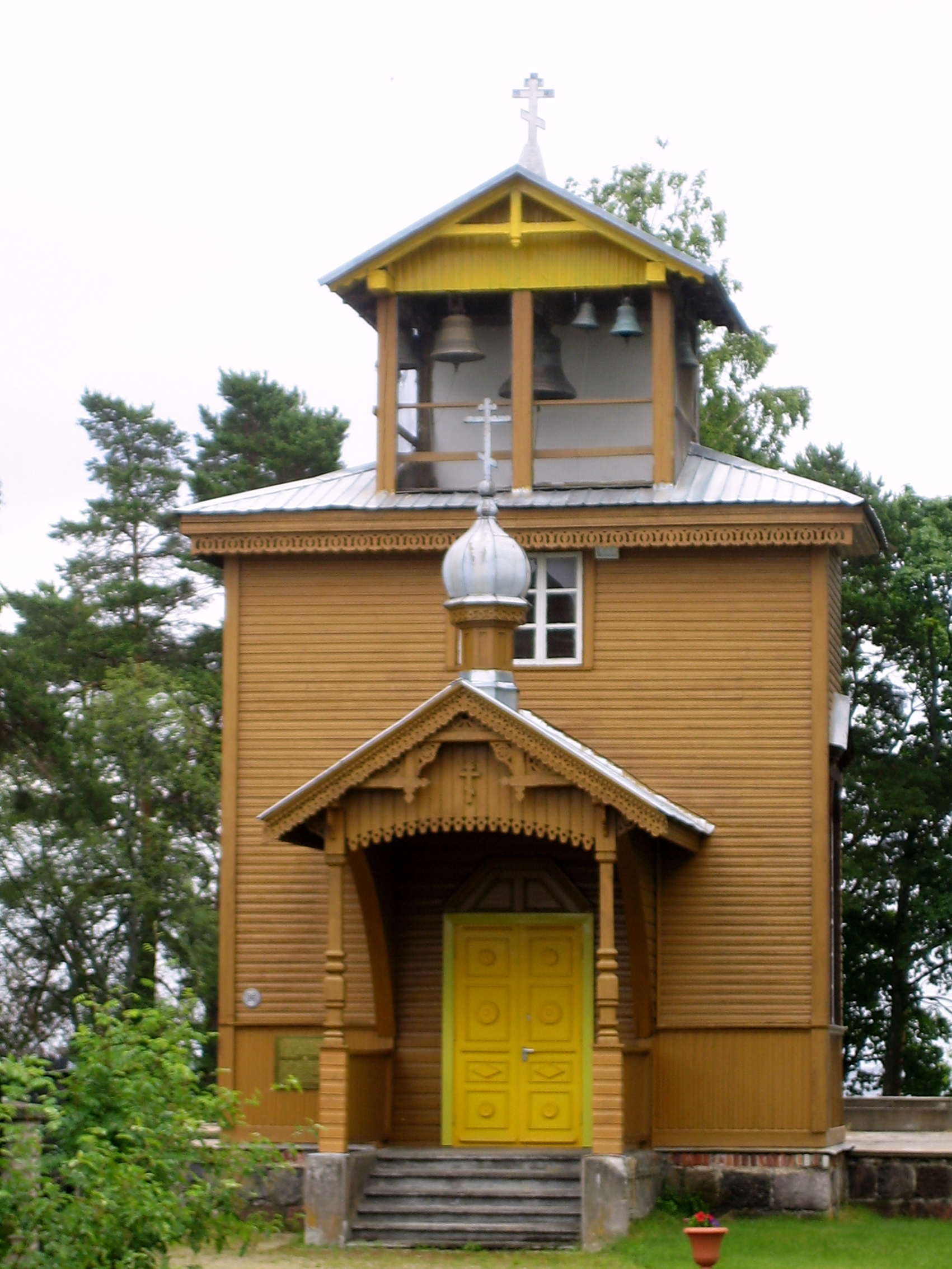
De klokkentoren, laatste restant van de oudgelovige kerk
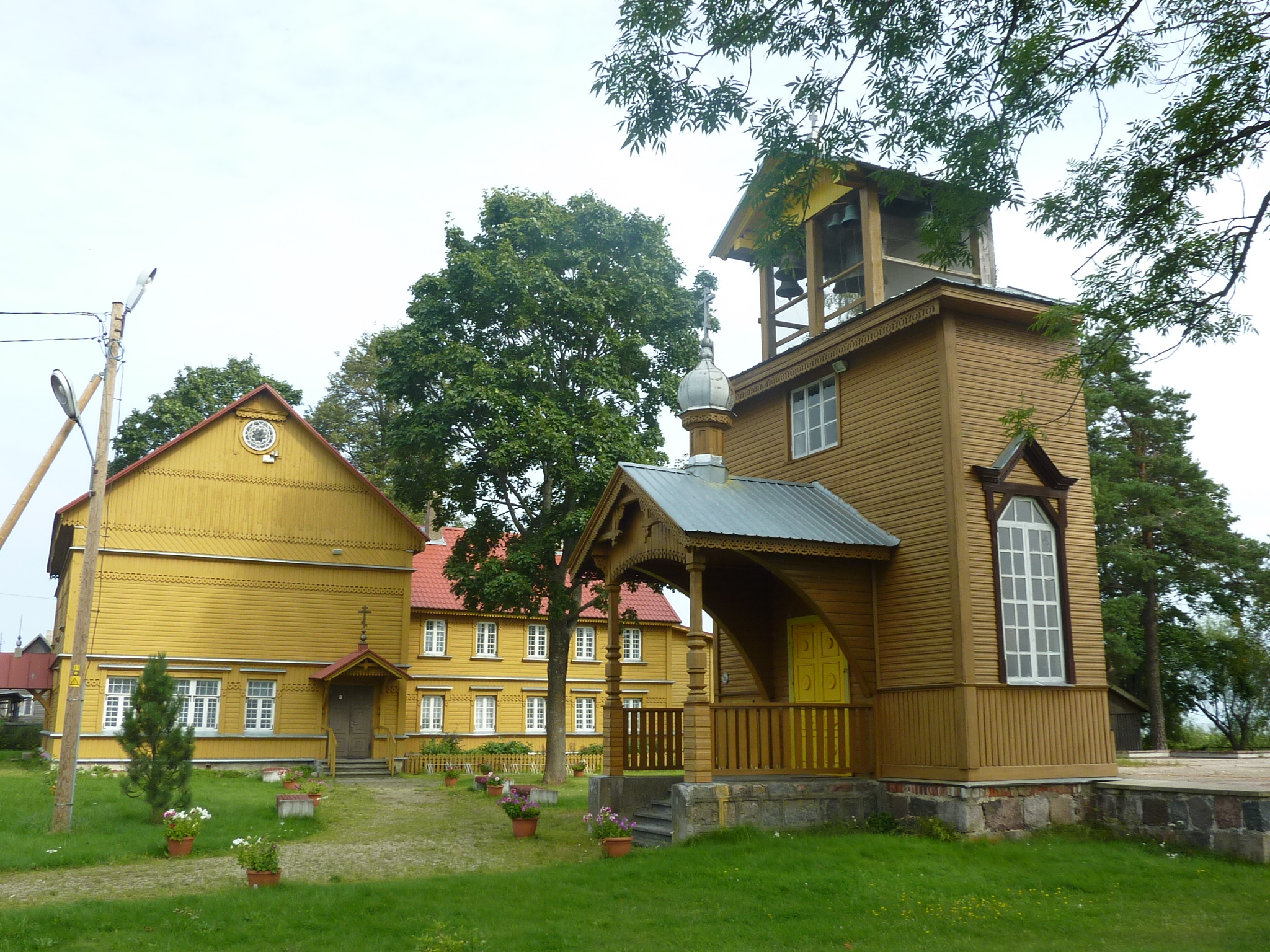
Links het gebouw dat als kerk wordt gebruikt, rechts de klokkentoren